# 정경순
정경순(鄭璟淳, 1963년 9월 15일 ~ )은 대한민국의 배우이다.

## 학력
- 성신여자대학교 가정학과(중퇴)
- 런던 극예술학교 졸업

## 출연 작품

### 드라마
- 《LA아리랑》 (1995년)
- 《은실이》 (1998년)
- 《메디컬 센터》 (2000년)
- 《인생은 아름다워》 (2001년)
- 《여고 동창생》 (2002년)
- 《실화극장 죄와 벌》 (2003년)
- 《네 손톱 끝에 빛이 남아 있어》 (2004년)
- 《토지》 (2004년)
- 《위험한 사랑》 (2005년)
- 《황진이》 (2006년)
- 《뉴하트》 (2007년)
- 《개와 늑대의 시간》 (2007년)
- 《그 분이 오신다》 (2008년)
- 《며느리와 며느님》 (2008년)
- 《된장군과 낫토짱의 결혼전쟁》 (2010년)
- 《검사 프린세스》 (2010년) - 고만철의 부인 역
- 《여자를 몰라》 (2010년)
- 《여제》 (2011년)
- 《천상의 화원 곰배령》 (2011년)
- 《내 인생의 단비》 (2012년)
- 《가족의 탄생》 (2012년)
- 《상어》 (2013년)
- 《12년만의 재회: 달래 된, 장국》 (2014년) - 유정숙 역 (특별출연)
- 《트라이앵글》 (2014년)
- 《그래도 푸르른 날에》 (2015년)
- 《상류사회》 (2015년)
- 《결혼계약》 (2016년)
- 《닥터스》 (2016년)
- 《월계수 양복점 신사들》 (2016년)
- 《달의 연인 - 보보경심 려》 (2016년)
- 《질투의 화신》 (2016년)
- 《우리집에 사는 남자》 (2016년)
- 《도둑놈, 도둑님》 (2017년)
- 《병원선》 (2017년)
- 《나도 엄마야》 (2018년)
- 《의사 요한》 (2019년) - 이유준의 어머니 역 (특별출연)
- 《꼰대인턴》 (2020년) - 고선녀 역
- 《보쌈 - 운명을 훔치다》 (2021년) - 한씨 역
- 《7인의 탈출》 (2023년) - 홍진아 여사 역 (특별출연)
- 《내 남편과 결혼해줘》 (2024년) - 민환의 어머니 역

### 진행
- 《커밍아웃》(2008년)
- 《늑대들의 진실토크 그녀를 원해요》(2007년)
- 《늑대들의 진실토크》(2007년)
- 《정경순의 영화잡담》(2006년)

### 영화
- 《헌트》(2022년) - 천보산 역
- 《오늘, 우리》(2019년) - 어머니 역
- 《게이트》(2018년) - 에리 역
- 《인천상륙작전》(2016년)
- 《전국노래자랑》(2013년)
- 《바보》(2008년)
- 《이대근, 이댁은》(2007년)
- 《동해물과 백두산이》(2003년)
- 《대한민국 헌법 제1조》(2003년)
- 《세기말》(1999년)
- 《창》(1997년)
- 《축제》(1996년)
- 《태백산맥》(1994년)
- 《흑설》(1991년)

### 연극
- 《수전노》(1987년)

## 수상
- 1997년 제35회 대종상 여우조연상《창》
- 1997년 제18회 청룡영화상 여우조연상《창》
- 1995년 제33회 대종상 여우조연상《태백산맥》
- 1994년 제15회 청룡영화상 여우조연상《태백산맥》
- 1994년 제5회 춘사대상영화제 여자 우수연기상 《태백산맥》
- 1992년 제28회 백상예술대상 연극부문 여자신인연기상

1. ↑  金昌璂 (1990년 2월 18일). “「파괴된 가정」가족들의 갈등”. 조선일보. 2021년 3월 19일에 확인함.
2. ↑  權赫鍾 (1991년 3월 4일). “인터뷰 "선배 원숙미 배워 기뻐요"”. 조선일보. 2021년 3월 19일에 확인함.